# 이스턴 항공
이스턴 항공(영어: Eastern Air Lines)은 1926년 설립되어 1991년에 파산된 미국의 항공사로 허브 공항은 샬롯 더글러스 국제공항, 존 F. 케네디 국제공항, 하츠필드 잭슨 애틀랜타 국제공항, 라가디아 공항, 루이스 무노즈 마린 국제공항, 마이애미 국제공항, 캔자스시티 국제공항이 있으며 미국 최대의 국내선 항공기를 편성했던 항공사 중 하나이기도 했다.

## 역사
1926년 4월 핏케언 항공으로 설립했다. 1930년에 사명이 변경되고 작은 항공사 중에서 노선을 확장하는 경영을 하기 시작했다. 1938년에 현재의 사명으로 변경했다. 최초로 미국 동부 해안에 노선을 집중 했다가 1945년 이후 네트워크가 형성되면서 1956년에 국제선 노선을 최초로 취항했다. 1960년 최초로 더글러스 DC-8과 보잉 720를 도입했다. 이스턴 항공은 1975년에 미국의 항공사 사상 최초 에어버스 A300을 도입했다. 1978년 10월에 항공 규제가 완화 되면서 경영난에 빠지게 되었다.
1985년 영국 런던에 국제선 노선을 취항했지만 이후에 잘못된 경영으로 인해 경영난에 빠지게 되었다. 사측은 회사 구조 조정을 단행 했지만 이런 이유로 이미 기존의 비용 문제의 결과로 이어지게 되었고 경영난으로 인해 구조 조정으로 직원을 해고했다. 이후에 노동 조합 간의 분쟁과 경제적 어려움으로 인해 더욱 악화되었다. 1989년 엄청난 손실로 인해 일시적으로 파업을 하면서 운항에 차질을 빛었다. 1991년 1월 엄청난 채무로 인해 이 회사는 파산되고 말았다.
이후 이스턴 항공의 지적재산권을 구입한 제임스 톨진(James Tolzien)을 비롯한 사업가들을 중심으로 2015년 같은 이름의 전세 항공사로 재설립하였다. 그러나 이 항공사는 2017년 또 다른 전세 항공사인 스위프트 에어(Swift Air)에 매각되었다.

## 사건 및 사고
- 이스턴 항공 980편 추락 사고
- 이스턴 항공 401편 추락 사고

## 사진

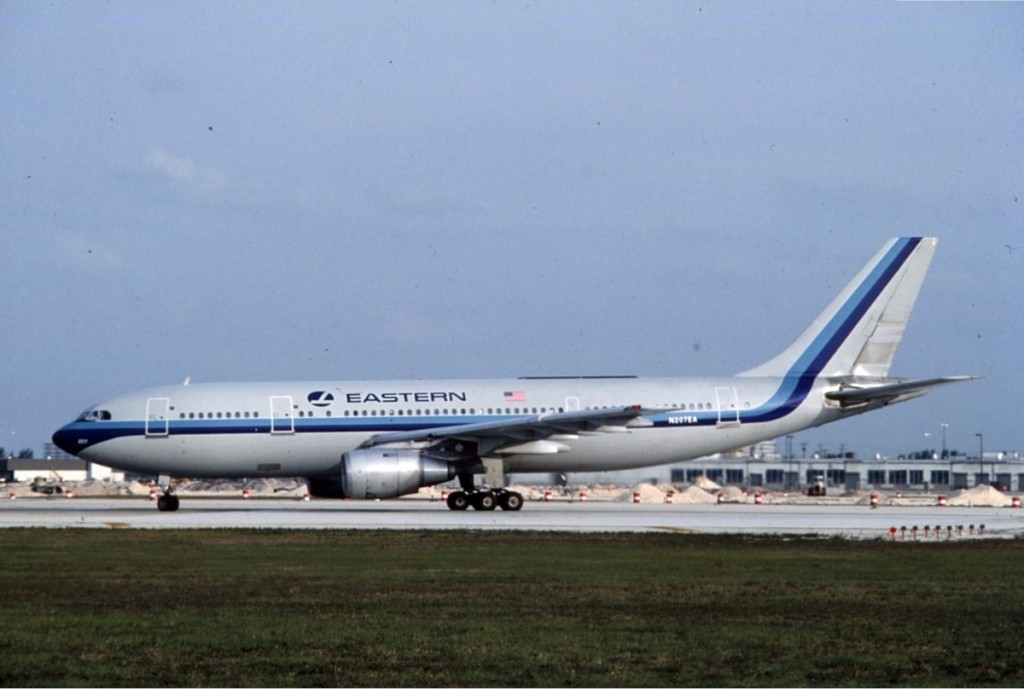
이스턴 항공의 에어버스 A300B4-100 (퇴역)
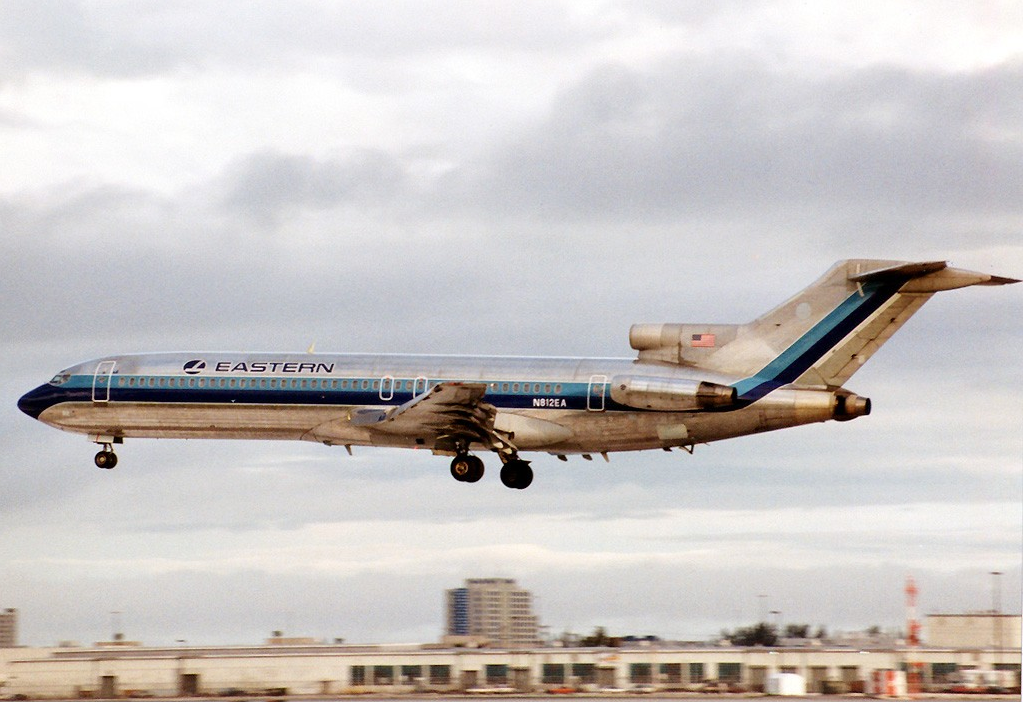
이스턴 항공의 보잉 727-200 (퇴역)
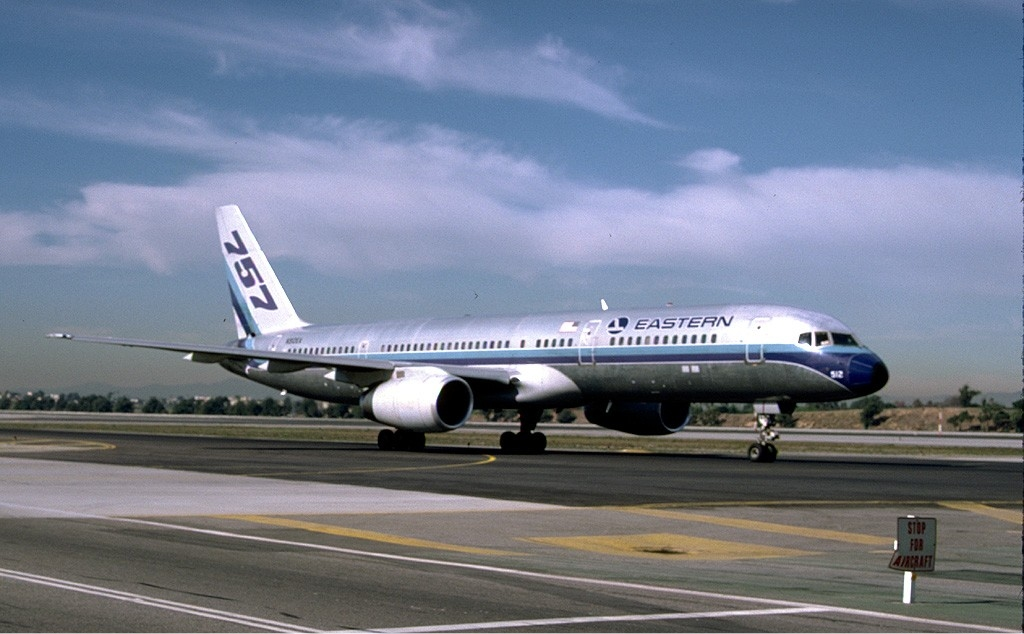
이스턴 항공의 보잉 757-200 (퇴역)
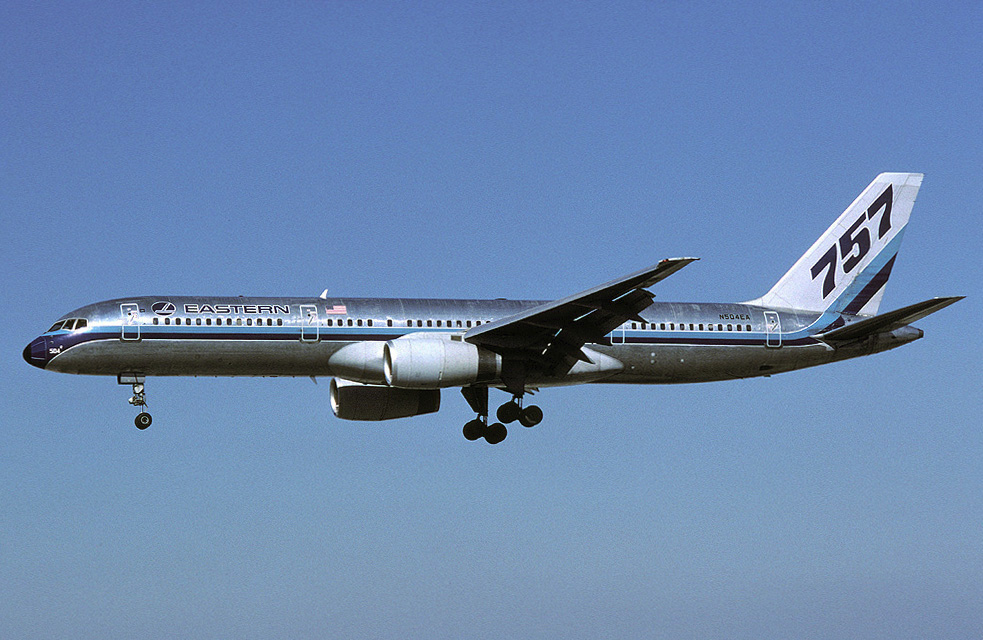
이스턴 항공의 보잉 757-200 (퇴역)
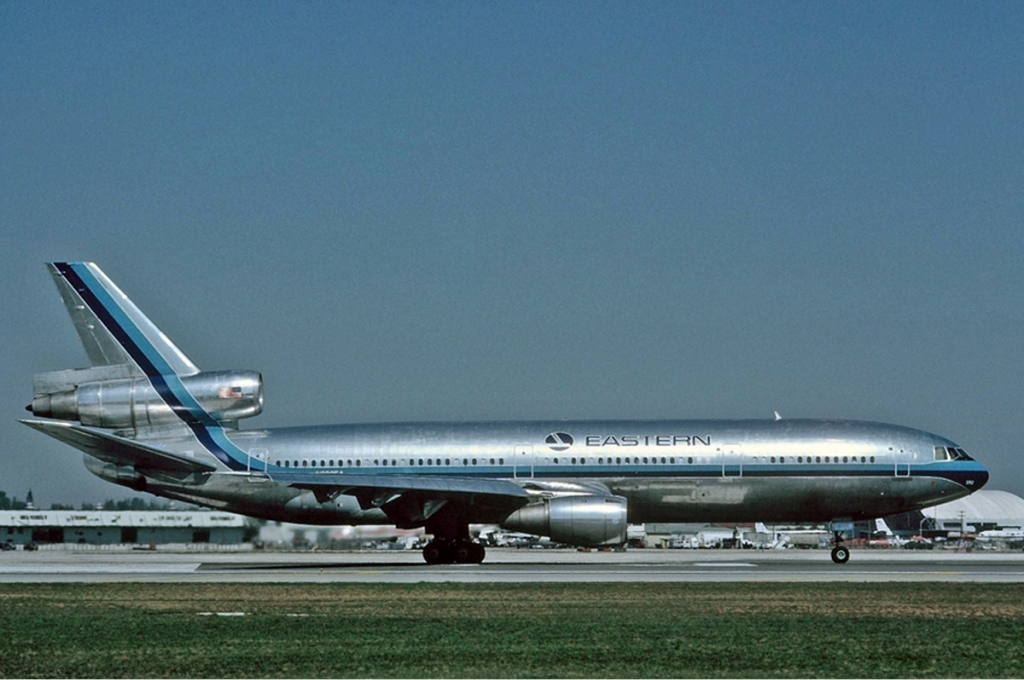
이스턴 항공의 맥도넬더글러스 DC-10-30 (퇴역)

## 같이 보기
- 미국의 없어진 항공사 목록